# متيم بالحب (مسلسل)
متيم بالحب  هو سيت كوم بريطاني تمت كتابه من قبل توم ايدج، كان أول بث على القناة 4 في أكتوبر / تشرين الأول 2014. الموسم الثاني عرض على نيتفليكس عالميا في 17 تشرين الثاني / نوفمبر 2016.

## روابط خارجية
- متيم بالحب على موقع IMDb (الإنجليزية)
- متيم بالحب على موقع ميتاكريتيك (الإنجليزية)
- متيم بالحب على موقع روتن توميتوز (الإنجليزية)
- متيم بالحب على موقع نتفليكس (الإنجليزية)
- متيم بالحب على موقع كينوبويسك (الروسية)
- متيم بالحب على موقع ألو سيني (الفرنسية)
- متيم بالحب على موقع قاعدة بيانات الفيلم (الإنجليزية)